# Thulani Hlatshwayo
Thulani Tyson Hlatshwayo (Soweto, 18 december 1989) is een Zuid-Afrikaans voetballer die doorgaans speelt als centrale verdediger. In juli 2022 verruilde hij Orlando Pirates voor Supersport United. Hlatshwayo maakte in 2011 zijn debuut in het Zuid-Afrikaans voetbalelftal.

## Clubcarrière
Hlatshwayo speelde tussen 2005 en 2009 in de jeugdopleiding van Ajax Cape Town en na die vier jaar kwam hij in het eerste elftal terecht. De verdediger maakte zijn competitiedebuut voor Ajax op 9 augustus 2009, toen met 0–1 verloren werd van Orlando Pirates; hij mocht in de basis starten en speelde het gehele duel mee. Zijn eerste doelpunt maakte hij op 15 april 2011, toen de ploeg van coach Foppe de Haan met 3–1 won van Golden Arrows. Hlatshwayo opende de score en ook Thulani Serero en George Maluleka scoorden voor Ajax. In 2014 verliep de verbintenis van de verdediger en hij wees Orlando Pirates en Mamelodi Sundowns af om naar Bidvest Wits te gaan. Hij vond het jammer Ajax te verlaten, maar keek vooruit naar een nieuwe uitdaging: "Ajax verlaten was moeilijk, maar ik voelde dat ik een nieuwe uitdaging nodig had." In maart 2018 verlengde hij zijn verbintenis met drie seizoenen tot medio 2022. Orlando Pirates werd in september 2020 de nieuwe club van Hlatshwayo. Medio 2022 verkaste hij naar Supersport United.

## Clubstatistieken
| Seizoen | Club              | Competitie            | Competitie | Competitie | Beker | Beker | Internationaal | Internationaal | Totaal | Totaal |
| Seizoen | Club              | Competitie            | Wed.       | Dlp.       | Wed.  | Dlp.  | Wed.           | Dlp.           | Wed.   | Dlp.   |
| ------- | ----------------- | --------------------- | ---------- | ---------- | ----- | ----- | -------------- | -------------- | ------ | ------ |
| 2009/10 | Ajax Cape Town    | Premier Soccer League | 8          | 0          | 0     | 0     | —              | —              | 8      | 0      |
| 2010/11 | Ajax Cape Town    | Premier Soccer League | 24         | 1          | 0     | 0     | —              | —              | 24     | 1      |
| 2011/12 | Ajax Cape Town    | Premier Soccer League | 21         | 1          | 5     | 0     | —              | —              | 26     | 1      |
| 2012/13 | Ajax Cape Town    | Premier Soccer League | 21         | 0          | 1     | 0     | —              | —              | 22     | 0      |
| 2013/14 | Ajax Cape Town    | Premier Soccer League | 22         | 0          | 1     | 0     | —              | —              | 23     | 0      |
| 2014/15 | Bidvest Wits      | Premier Soccer League | 27         | 4          | 6     | 1     | —              | —              | 33     | 5      |
| 2015/16 | Bidvest Wits      | Premier Soccer League | 19         | 3          | 4     | 0     | —              | —              | 23     | 3      |
| 2016/17 | Bidvest Wits      | Premier Soccer League | 24         | 3          | 6     | 1     | —              | —              | 30     | 4      |
| 2017/18 | Bidvest Wits      | Premier Soccer League | 21         | 1          | 6     | 1     | —              | —              | 27     | 2      |
| 2018/19 | Bidvest Wits      | Premier Soccer League | 23         | 4          | 5     | 0     | —              | —              | 28     | 4      |
| 2019/20 | Bidvest Wits      | Premier Soccer League | 26         | 4          | 5     | 1     | 5              | 0              | 36     | 5      |
| 2020/21 | Orlando Pirates   | Premier Soccer League | 22         | 0          | 7     | 0     | 9              | 1              | 32     | 1      |
| 2021/22 | Orlando Pirates   | Premier Soccer League | 10         | 0          | 2     | 0     | 2              | 0              | 14     | 0      |
| 2022/23 | Supersport United | Premier Soccer League | 23         | 1          | 1     | 0     | 0              | 0              | 24     | 1      |
| 2023/24 | Supersport United | Premier Soccer League | 24         | 0          | 3     | 0     | 3              | 0              | 30     | 0      |
| Totaal  | Totaal            | Totaal                | 315        | 22         | 58    | 4     | 19             | 1              | 392    | 27     |

Bijgewerkt op 24 juli 2024.

## Interlandcarrière
Hlatshwayo nam met Zuid-Afrika –20 deel aan het WK –20 in 2009, waarop hij vier wedstrijden speelde. Hij maakte op 13 juli 2013 zijn debuut in het Zuid-Afrikaans voetbalelftal, toen met 2–1 van Namibië werd gewonnen. De verdediger mocht van bondscoach Gordon Igesund in de basis beginnen en hij speelde het gehele duel mee. Hlatshwayo werd tevens opgeroepen voor de Afrika Cup 2015. Tijdens het eerste duel van Zuid-Afrika, met Algerije (3–1 nederlaag), maakte de verdediger een eigen doelpunt.
| Interlands van Thulani Hlatshwayo voor Zuid-Afrika | Interlands van Thulani Hlatshwayo voor Zuid-Afrika | Interlands van Thulani Hlatshwayo voor Zuid-Afrika | Interlands van Thulani Hlatshwayo voor Zuid-Afrika | Interlands van Thulani Hlatshwayo voor Zuid-Afrika | Interlands van Thulani Hlatshwayo voor Zuid-Afrika |
| №                                                  | Datum                                              | Wedstrijd                                          | Uitslag                                            | Competitie                                         | Goals                                              |
| Als speler bij Ajax Cape Town                      | Als speler bij Ajax Cape Town                      | Als speler bij Ajax Cape Town                      | Als speler bij Ajax Cape Town                      | Als speler bij Ajax Cape Town                      | Als speler bij Ajax Cape Town                      |
| -------------------------------------------------- | -------------------------------------------------- | -------------------------------------------------- | -------------------------------------------------- | -------------------------------------------------- | -------------------------------------------------- |
| 1                                                  | 13 juli 2013                                       | Zuid-Afrika – Namibië                              | 2 – 1                                              | Vriendschappelijk                                  |                                                    |
| 2                                                  | 17 juli 2013                                       | Zuid-Afrika – Zambia                               | 0 – 0                                              | Vriendschappelijk                                  |                                                    |
| 3                                                  | 20 juli 2013                                       | Lesotho – Zuid-Afrika                              | 1 – 2                                              | Vriendschappelijk                                  |                                                    |
| 4                                                  | 14 augustus 2013                                   | Zuid-Afrika – Nigeria                              | 0 – 2                                              | Vriendschappelijk                                  |                                                    |
| 5                                                  | 17 augustus 2013                                   | Zuid-Afrika – Burkina Faso                         | 2 – 0                                              | Vriendschappelijk                                  |                                                    |
| 6                                                  | 10 september 2013                                  | Zuid-Afrika – Zimbabwe                             | 1 – 2                                              | Vriendschappelijk                                  |                                                    |
| Als speler bij Bidvest Wits                        |                                                    |                                                    |                                                    |                                                    |                                                    |
| 7                                                  | 5 september 2014                                   | Soedan – Zuid-Afrika                               | 0 – 3                                              | AK 2015 kwalificatie                               |                                                    |
| 8                                                  | 10 september 2014                                  | Zuid-Afrika – Nigeria                              | 0 – 0                                              | AK 2015 kwalificatie                               |                                                    |
| 9                                                  | 11 oktober 2014                                    | Congo-Brazzaville – Zuid-Afrika                    | 0 – 2                                              | AK 2015 kwalificatie                               |                                                    |
| 10                                                 | 15 oktober 2014                                    | Zuid-Afrika – Congo-Brazzaville                    | 0 – 0                                              | AK 2015 kwalificatie                               |                                                    |
| 11                                                 | 4 januari 2015                                     | Zuid-Afrika – Zambia                               | 1 – 0                                              | Vriendschappelijk                                  |                                                    |
| 12                                                 | 10 januari 2015                                    | Kameroen – Zuid-Afrika                             | 1 – 1                                              | Vriendschappelijk                                  |                                                    |
| 13                                                 | 14 januari 2015                                    | Mali – Zuid-Afrika                                 | 0 – 3                                              | Vriendschappelijk                                  | 37'                                                |
| 14                                                 | 19 januari 2015                                    | Algerije – Zuid-Afrika                             | 3 – 1                                              | AK 2015                                            |                                                    |
| 15                                                 | 23 januari 2015                                    | Zuid-Afrika – Senegal                              | 1 – 1                                              | AK 2015                                            |                                                    |
| 16                                                 | 25 maart 2015                                      | Swaziland – Zuid-Afrika                            | 1 – 3                                              | Vriendschappelijk                                  | 51'                                                |
| 17                                                 | 29 maart 2015                                      | Zuid-Afrika – Nigeria                              | 1 – 1                                              | Vriendschappelijk                                  |                                                    |
| 18                                                 | 13 juni 2015                                       | Zuid-Afrika – Gambia                               | 0 – 0                                              | AK 2017 kwalificatie                               |                                                    |
| 19                                                 | 16 juni 2015                                       | Zuid-Afrika – Angola                               | 2 – 1                                              | Vriendschappelijk                                  |                                                    |
| 20                                                 | 8 oktober 2015                                     | Costa Rica – Zuid-Afrika                           | 0 – 1                                              | Vriendschappelijk                                  |                                                    |
| 21                                                 | 17 november 2015                                   | Zuid-Afrika – Angola                               | 1 – 0                                              | WK 2018 kwalificatie                               |                                                    |
| 22                                                 | 26 maart 2016                                      | Kameroen – Zuid-Afrika                             | 2 – 1                                              | AK 2017 kwalificatie                               |                                                    |
| 23                                                 | 29 maart 2016                                      | Zuid-Afrika – Kameroen                             | 0 – 0                                              | AK 2017 kwalificatie                               |                                                    |
| 24                                                 | 2 september 2016                                   | Zuid-Afrika – Mauritanië                           | 1 – 1                                              | AK 2017 kwalificatie                               |                                                    |
| 25                                                 | 6 september 2016                                   | Zuid-Afrika – Egypte                               | 1 – 0                                              | Vriendschappelijk                                  |                                                    |
| 26                                                 | 8 oktober 2016                                     | Burkina Faso – Zuid-Afrika                         | 1 – 1                                              | WK 2018 kwalificatie                               |                                                    |
| 27                                                 | 11 oktober 2016                                    | Zuid-Afrika – Ghana                                | 1 – 1                                              | Vriendschappelijk                                  |                                                    |
| 28                                                 | 12 november 2016                                   | Zuid-Afrika – Senegal                              | 2 – 1                                              | WK 2018 kwalificatie                               | 43' (pen.)                                         |
| 29                                                 | 15 november 2016                                   | Mozambique – Zuid-Afrika                           | 1 – 1                                              | Vriendschappelijk                                  |                                                    |
| 30                                                 | 25 maart 2017                                      | Zuid-Afrika – Guinee-Bissau                        | 3 – 1                                              | Vriendschappelijk                                  |                                                    |
| 31                                                 | 10 juni 2017                                       | Nigeria – Zuid-Afrika                              | 0 – 2                                              | AK 2019 kwalificatie                               |                                                    |
| 32                                                 | 1 september 2017                                   | Kaapverdië – Zuid-Afrika                           | 2 – 1                                              | WK 2018 kwalificatie                               |                                                    |
| 33                                                 | 5 september 2017                                   | Zuid-Afrika – Kaapverdië                           | 1 – 2                                              | WK 2018 kwalificatie                               |                                                    |
| 34                                                 | 24 maart 2018                                      | Zambia – Zuid-Afrika                               | 0 – 2                                              | Vriendschappelijk                                  |                                                    |
| 35                                                 | 8 september 2018                                   | Zuid-Afrika – Libië                                | 0 – 0                                              | AK 2019 kwalificatie                               |                                                    |
| 36                                                 | 13 oktober 2018                                    | Zuid-Afrika – Seychellen                           | 6 – 0                                              | AK 2019 kwalificatie                               | 25'                                                |
| 37                                                 | 16 oktober 2018                                    | Seychellen – Zuid-Afrika                           | 0 – 0                                              | AK 2019 kwalificatie                               |                                                    |
| 38                                                 | 17 november 2018                                   | Zuid-Afrika – Nigeria                              | 1 – 1                                              | AK 2019 kwalificatie                               |                                                    |
| 39                                                 | 20 november 2018                                   | Zuid-Afrika – Paraguay                             | 1 – 1                                              | Vriendschappelijk                                  |                                                    |
| 40                                                 | 24 maart 2019                                      | Libië – Zuid-Afrika                                | 1 – 2                                              | AK 2019 kwalificatie                               |                                                    |
| 41                                                 | 15 juni 2019                                       | Ghana – Zuid-Afrika                                | 0 – 0                                              | Vriendschappelijk                                  |                                                    |
| 42                                                 | 24 juni 2019                                       | Ivoorkust – Zuid-Afrika                            | 1 – 0                                              | AK 2019                                            |                                                    |
| 43                                                 | 28 juni 2019                                       | Zuid-Afrika – Namibië                              | 1 – 0                                              | AK 2019                                            |                                                    |
| 44                                                 | 1 juli 2019                                        | Zuid-Afrika – Marokko                              | 0 – 1                                              | AK 2019                                            |                                                    |
| 45                                                 | 6 juli 2019                                        | Egypte – Zuid-Afrika                               | 0 – 1                                              | AK 2019                                            |                                                    |
| 46                                                 | 10 juli 2019                                       | Nigeria – Zuid-Afrika                              | 2 – 1                                              | AK 2019                                            |                                                    |
| 47                                                 | 13 oktober 2019                                    | Zuid-Afrika – Mali                                 | 2 – 1                                              | Vriendschappelijk                                  |                                                    |
| 48                                                 | 14 november 2019                                   | Ghana – Zuid-Afrika                                | 2 – 0                                              | AK 2021 kwalificatie                               |                                                    |
| 49                                                 | 17 november 2019                                   | Zuid-Afrika – Soedan                               | 1 – 0                                              | AK 2021 kwalificatie                               |                                                    |
| Als speler bij Orlando Pirates                     |                                                    |                                                    |                                                    |                                                    |                                                    |
| 50                                                 | 11 oktober 2020                                    | Zuid-Afrika – Zambia                               | 1 – 2                                              | Vriendschappelijk                                  |                                                    |
| 51                                                 | 13 november 2020                                   | Zuid-Afrika – Sao Tomé en Principe                 | 2 – 0                                              | AK 2021 kwalificatie                               |                                                    |
| 52                                                 | 16 november 2020                                   | Sao Tomé en Principe – Zuid-Afrika                 | 2 – 4                                              | AK 2021 kwalificatie                               |                                                    |
| 53                                                 | 25 maart 2021                                      | Zuid-Afrika – Ghana                                | 1 – 1                                              | AK 2021 kwalificatie                               |                                                    |
| 54                                                 | 28 maart 2021                                      | Soedan – Zuid-Afrika                               | 2 – 0                                              | AK 2021 kwalificatie                               |                                                    |

Bijgewerkt op 24 juli 2024.